# Lissodema quadripustulalum
Lissodema quadripustulalum is een keversoort uit de familie platsnuitkevers (Salpingidae). De wetenschappelijke naam van de soort werd in 1933 gepubliceerd door Maurice Pic.